# ANZAC War Memorial
ANZAC War Memorial är ett monument i Hyde Park som ligger i Sydney, Australien. Monumentet stod klart 1934. Det är byggt till minne av Första Världskriget och de australiensare som stupade i kriget i Europa och därmed inte kunde begravas i sitt hemland Australien.

## Geografisk och klimatisk data
Monumentet ligger i regionen City of Sydney och delstaten New South Wales, i den sydöstra delen av landet, 250 km nordost om huvudstaden Canberra. ANZAC War Memorial ligger 43 meter över havet.
Terrängen runt monumentet är platt. Havet är nära ANZAC War Memorial åt nordost.
Runt ANZAC War Memorial är det i huvudsak tätbebyggt.